# NBA 2K13
NBA 2K13 is een computerspel dat gaat over de Amerikaanse basketbalcompetitie National Basketball Association (NBA). Het spel werd uitgebracht door 2K Sports in november 2012 in Noord-Amerika en in december 2013 in Azië en Europa.  Het spel is geschikt voor Xbox 360, PS3, pc, PSP, Wii, Wii U, iPhone en Android.
Het spel is onderdeel de NBA 2K-series van basketbalgames. Deze serie loopt al sinds 1999.

## Productie
Producent van het spel is de Amerikaanse hiphop artiest Jay-Z. Jay-Z selecteerde onder andere de muziek die te horen is in het spel. Hierbij koos hij niet alleen voor zijn eigen muziek, maar nam ook andere artiesten op in het spel zoals Kanye West, Rick Ross en Meek Mill.
Hij bedacht niet enkel de muziek in het spel, maar kwam ook met de creatie van Olympic Dream Team van 1992. Daarmee kan de gamer zelf een standpunt innemen bij de eeuwige discussie: Wie is nu eigenlijk het sterkste team ooit? Het Dream Team van 1992 of het All Star team van 2012? In vorige versies bleef deze vraag onbeantwoord. 
Er is nog veel meer. In NBA2K13 duiken ook enkele "old school teams" terug op uit het verleden. De NBA keert even terug tot aan de jaren 80. Zo kan je spelen met Mark Aguirre, die in het seizoen '87-'88 deel uitmaakte van de Dallas Mavericks. Het kan voor jonge gamers leerrijk zijn om eens terug te gaan in de geschiedenis van de NBA en kennis te maken met de legendes van toen.

## Gamemodes

### MyCareer
In de vernieuwde MyCareer Mode creëert men een eigen personage. Voor men carrière kan maken, wordt er eerst een Rookie Showcase gespeeld. Dit is een wedstrijd met allemaal nieuwelingen die kun kans willen wagen in de NBA. Daar begint het verhaal. Het is de bedoeling om het scoutingpersoneel van verschillende teams te imponeren en een contract binnen te halen. 
Doorheen het spel kan het personage geüpgraded worden met o.a. signature skills. Deze voegen een aantal vaardigheden aan het personage toe. Daarnaast kiest men de styling van het personage ook zelf waardoor het personage ook bepaalde vaardigheden verwerft.

### MyTeam
In deze online modus wordt er niet gespeeld met een eigen personage, maar met een eigen team. Men stelt een virtueel team samen. Hier wordt er dus niet enkel een eigen personage geüpgraded, maar het hele team. Men kan individuele talenten volgen op basis van real-life-prestaties. Vervolgens kan men, indien mogelijk, deze spelers bij het team vervoegen.  Nieuw is ook dat men met dit team de strijd ook online kan aangaan met anderen.

## Gameplay
Het moeilijke van een sportgame die elk jaar uitkomt, is de uitdaging om de gameplay elk jaar te verbeteren. Gamers verwachten elk jaar een verbeterde uitgave van de voorganger.
Een belangrijke vernieuwing is de rechter analoge stick als ‘trick stick’. Hiermee kan men verschillende passeerbewegingen uitvoeren. Er zijn heel veel verschillende variaties om een tegenstander voorbij te gaan. Er is een trainingskamp in het spel opgenomen, waarbij alle stappen, stap voor stap uitgelegd worden. De introductie van al deze nieuwe bewegingen maakt de gameplay gevarieerd en realistischer. 
Naast de rechter analoge stick als "trick stick" heeft men ook de individuele kwaliteiten beter in het spel verwerkt. In het spel worden deze aangeduid als Signature Skills, waarvan men er maximaal vijf kan behalen per speler..

## Soundtracks
Hieronder volgt een overzicht van de liedjes die te horen zijn tijdens het spelen van het spel.
| Artiest                   | Song                                                  |
| ------------------------- | ----------------------------------------------------- |
| The Hours                 | "Ali in the Jungle"                                   |
| Too $hort                 | "Blow the Whistle (Main)"                             |
| Eric B. and Rakim         | "I Ain't No Joke"                                     |
| Phoenix                   | "1901"                                                |
| Jay-Z                     | "Pump It Up (Freestyle)"                              |
| Puff Daddy and the Family | "Victory" (feat. The Notorious B.I.G. & Busta Rhymes) |
| Daft Punk                 | "Around the World (Daft Punk song)(Radio Edit)"       |
| Santigold                 | "Shove It" (feat. Spank Rock)                         |
| Jay-Z                     | "Run This Town" (feat. Kanye West & Rihanna)          |
| Dirty Projectors          | "Stillness is the Move"                               |
| Nas                       | "The World Is Yours (Nas song)"                       |
| Coldplay                  | "Viva la vida"                                        |
| Roy Ayers                 | "We Live in Brooklyn, Baby"                           |
| Justice                   | "Stress"                                              |
| Jay-Z                     | "The Bounce" (feat. Kanye West)                       |
| Kanye West                | "We Major" (feat. Nas & Really Doe)                   |
| Mobb Deep                 | "Shook Ones (Part II)"                                |
| Kanye West                | "Amazing" (feat. Young Jeezy)                         |
| Meek Mill                 | "Ima Boss (Instrumental)"                             |
| Kanye West                | "Mercy" (feat. Big Sean, Pusha T & 2 Chainz)          |
| U2                        | "Elevation"                                           |
| Jay-Z                     | "On to the Next One" (feat. Swizz Beatz)              |
| Jay-Z                     | "Public Service Announcement Interlude"               |
| Jay-Z & Kanye West        | "H•A•M (Instrumental)"                                |

## Trivia
- Op de cover van het spel stonden de volgende drie Amerikaanse basketballers:
  - Kevin Durant van Oklahoma City Thunder,
  - Blake Griffin van Los Angeles Clippers,
  - Derrick Rose van Chicago Bulls.